# 966
| 966                |
| ------------------ |
| Dødsfald - Fødsler |
|                    |

| Gregoriansk kalender | 966 CMLXVI              |
| Ab urbe condita      | 1719                    |
| Armensk kalender     | 415 ԹՎ ՆԺԵ              |
| Kinesiske kalender   | 3662 – 3663 乙丑 – 丙寅 |
| Etiopisk kalender    | 958 – 959               |
| Jødisk kalender      | 4726 – 4727             |
| Hindukalendere       |                         |
| - Vikram Samvat      | 1021 – 1022             |
| - Shaka Samvat       | 888 – 889               |
| - Kali Yuga          | 4067 – 4068             |
| Iransk kalender      | 344 – 345               |
| Islamisk kalender    | 355 – 356               |

Se også 966 (tal)

## Begivenheder
- Ifølge Adam af Bremen skal den tyske kong Otto havde foretaget et togt op i Jylland og ved et efterfølgende slag med kong Harald have vundet over denne og tvunget Harald til at indføre kristendommen hos danerne: "Harald selv modtog straks efter dåben sammen med sin hustru Gunhild og deres lille søn, som vor konge stod fadder til og døbte Svein Otto. Ved samme lejlighed blev den del af danernes land, som ligger på denne side af havet og af den lokale befolkning selv kaldes Judland, opdelt i tre bispedømmer og lagt ind under bispesædet i Hammaburg."[1] Samme oplyser imidlertid i afsnit 33: "I det Herrens år 966 omvendte en mand ved navn Poppo danerne til troen. Han bar i overværelse af vidner et stykke hvidglødende jern, der havde form af en handske, uden at blive skadet. Kong Harald, som så dette, opgav sin afgudsdyrkelse og lod sig med hele sit folk omvende til den sande gudsdyrkelse. Poppo blev forfremmet til biskop."[2]
- Sanahin klosteret grundlægges i Armenien.